# 鍾紹京
鍾 紹京（しょう しょうきょう、生没年不詳）は、唐代の書家・官僚。字は可大。本貫は虔州贛県。

## 経歴
鍾法遵（字は従道）の子として生まれた。はじめ司農寺録事となった。書道に巧みで鳳閣に宿直し、武則天のときに明堂の門額や九鼎の銘、および諸宮殿の門榜などを書いた。景龍年間、宮苑総監となった。唐隆元年（710年）、臨淄郡王李隆基が韋皇后を殺害するのにあたって、紹京は戸奴や丁夫を率いて従った。その夜のうちに銀青光禄大夫・中書侍郎に任じられ、国政の機密に参与した。翌日、中書令に進み、光禄大夫を加えられ、越国公に封じられた。朝廷で任用され、賞罰をほしいままにしたため、当時の人に憎まれた。薛稷の上奏により、戸部尚書に転じ、蜀州刺史として出された。
先天元年（712年）、玄宗（李隆基）が即位すると、紹京は長安に召還されて再び戸部尚書に任じられ、太子詹事に転じた。ときに姚崇に憎まれ、怨言があったと上奏されて、綿州刺史に左遷された。事件に連座して、さらに琰川県尉に左遷され、爵位や実封も全て削られた。まもなくさらに温州別駕に転じた。開元15年（727年）、入朝して玄宗の前で涙を流し、その日のうちに銀青光禄大夫・右諭徳に任じられた。長らくを経て、少詹事に転じた。八十数歳で死去した。紹京は書画の古跡を好み、王羲之・王献之や褚遂良の書数百巻を収集していた。建中元年（780年）、重ねて太子太傅の位を追贈された。

## 子女
- 鍾嘉璧（晋州長史）[1]
- 鍾嘉諤（太子典膳郎、山陰県公）[1]
- 鍾嘉偉（左領軍衛長史）[1]

## 伝記資料
- 『旧唐書』巻97 列伝第47
- 『新唐書』巻121 列伝第46